# Saurita cassandra
Saurita cassandra är en fjärilsart som beskrevs av Carl von Linné 1758. Saurita cassandra ingår i släktet Saurita och familjen björnspinnare. Inga underarter finns listade.

## Bildgalleri

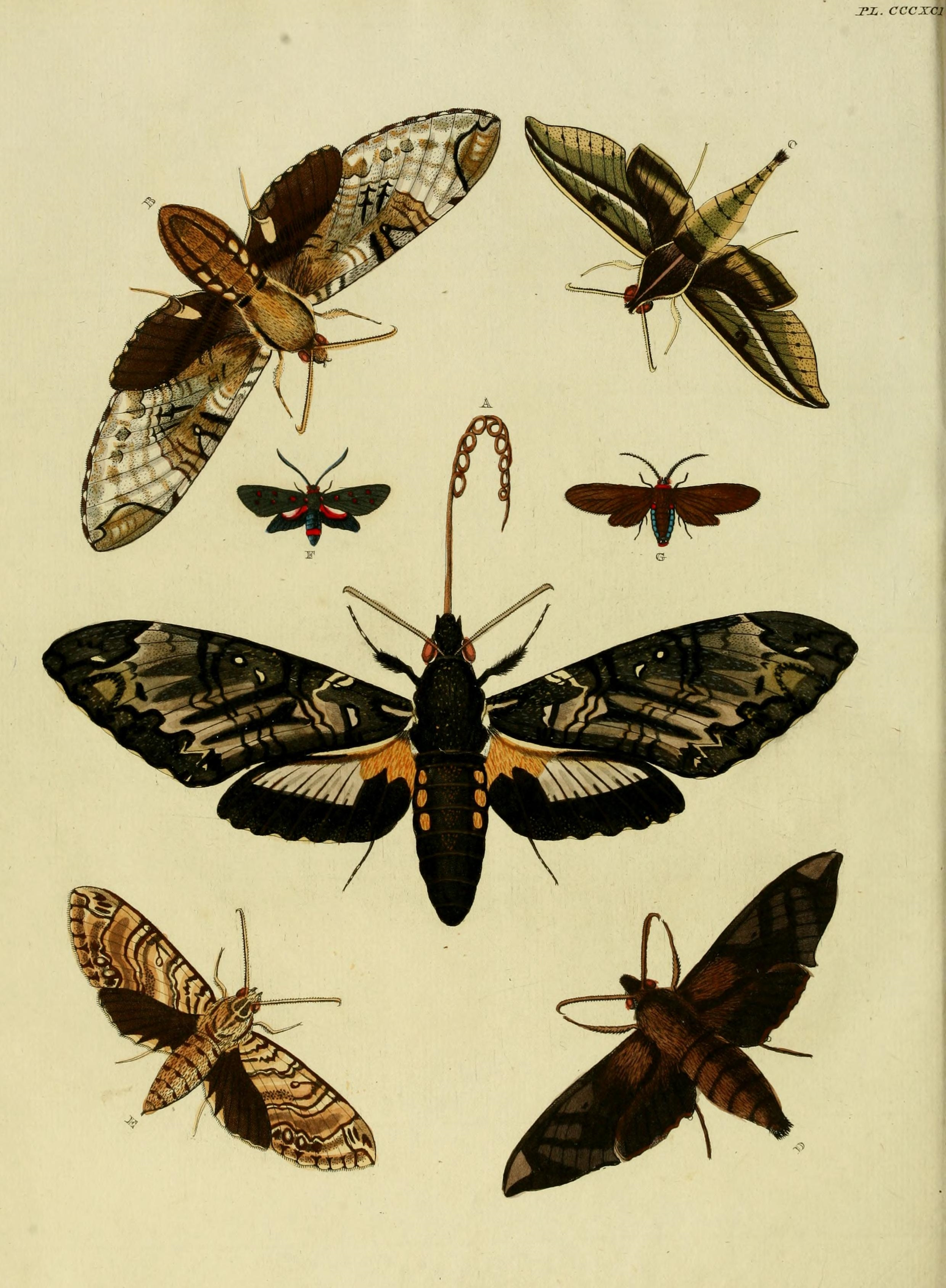
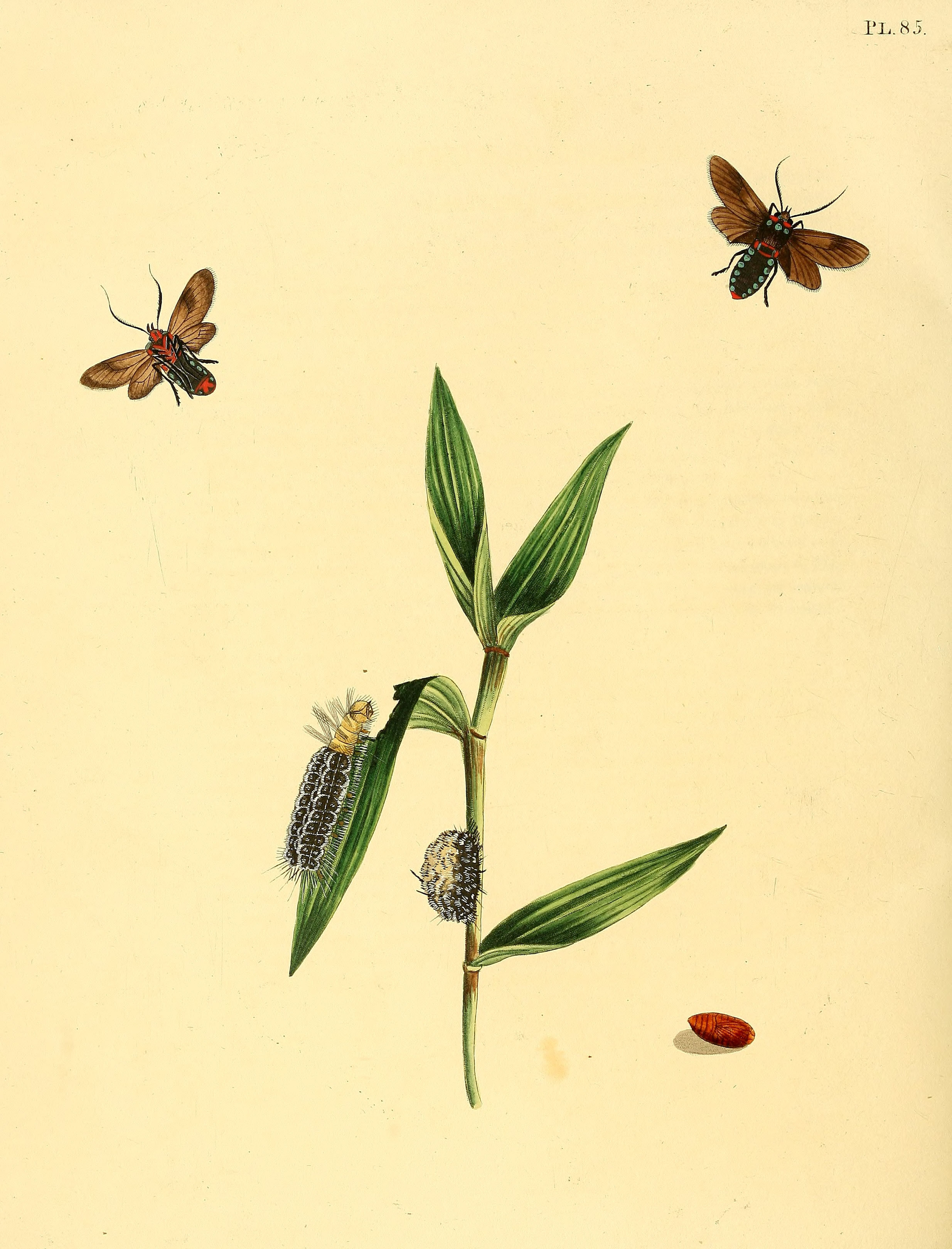